# Diogo Alves
Pour les articles homonymes, voir Alves (homonymie).
Diogo Alves (1810 - 19 février 1841) est un tueur en série portugais d'origine espagnole, assassin, entre 1836 et 1840, de plusieurs dizaines de personnes. Ses crimes ont tous eu lieu dans la région de l'aqueduc Águas Livres, ce qui lui valut le surnom de « meurtrier de l'aqueduc ».  
Il est condamné à mort et pendu le 19 février 1841. La tête du meurtrier a été séparée du corps et placée dans un flacon afin de le conserver à des fins scientifiques. Elle constitue désormais une attraction touristique.

## Biographie
Né en Galice dans une famille paysanne, Alves est tombé jeune du cheval de la famille et s'est frappé la tête, ce qui lui a valu le surnom de Pancada ("Coup"). À l'âge de dix-neuf ans, ses parents l'envoyèrent travailler à Lisbonne. Après avoir changé plusieurs emplois et cessé d'écrire à ses parents, il a commencé à boire et à jouer, rencontrant l'aubergiste Maria "Parreirinha" Gertrudes. On pense que  cette relation a incité Alves à tuer. Il a commencé à commettre des crimes, ce qui lui a valu le surnom de "Meurtrier de l'aqueduc". Il a enlevé des passants pauvres, puis les a largués d'une hauteur de 60 mètres pour éviter simultanément l'identification et présenter les morts comme des suicides, ce qu'il a initialement réussi.
Les meurtres sur l'aqueduc n'ont pas été prouvés, mais le jury a condamné Alves et son gang pour d'autres crimes, notamment le meurtre des quatre membres de la famille d'un médecin. Maria de Conceicao, la fille de Maria âgée de 11 ans, a témoigné devant le tribunal contre le gang. Sa mère a finalement été exilée toute sa vie dans des colonies africaines.
Alves est devenu l'avant-dernier criminel (souvent prétendu à tort comme le dernier) pendu au Portugal. Ses actions à l'époque intriguaient les scientifiques de l'école médico-chirurgicale de Lisbonne de l'époque. Après avoir été pendu, la tête d'Alves a été coupée et étudiée. Elle est encore conservée dans un récipient en verre, où une solution de formaldéhyde a perpétué l'image d'un homme calme, ce qui est tout à fait contraire à ce qu'il était réellement. Les scientifiques n'ont jamais pu expliquer ce qui l'avait conduit à acheter une fausse clé pour l'Aqueduc, où il se cachait, et combien de personnes il avait volées et tuées. La tête coupée se trouve actuellement dans le théâtre anatomique de la faculté de médecine de l'Université de Lisbonne, à la suite de la formation d'un cabinet de phrénologie fabriqué par José Lourenço da Luz Gomes, qui a permis la préservation du crâne d'Alves, ainsi l’un des derniers sujets auxquels la peine de mort a été appliquée au Portugal , ce qui est assez important pour l’histoire judiciaire du Portugal) dans l’ancienne école de médecine et de chirurgie. La tête de Diogo Alves était l’un des objets les plus significatifs - et sans aucun doute horribles - du passage en cent pièces du Musée de la médecine , qui s’est déroulé au Musée national des arts anciens en 2005.